# Середняковский сельский совет
Середняковский сельский совет (укр. Середняківська сільська рада) — входит в состав
Гадячского района
Полтавской области
Украины.
Административный центр сельского совета находится в 
с. Середняки.

## История
- 1918 — дата образования.

## Населённые пункты совета
- с. Середняки
- с. Ветхаловка
- с. Коновалово